# قمة الأزور

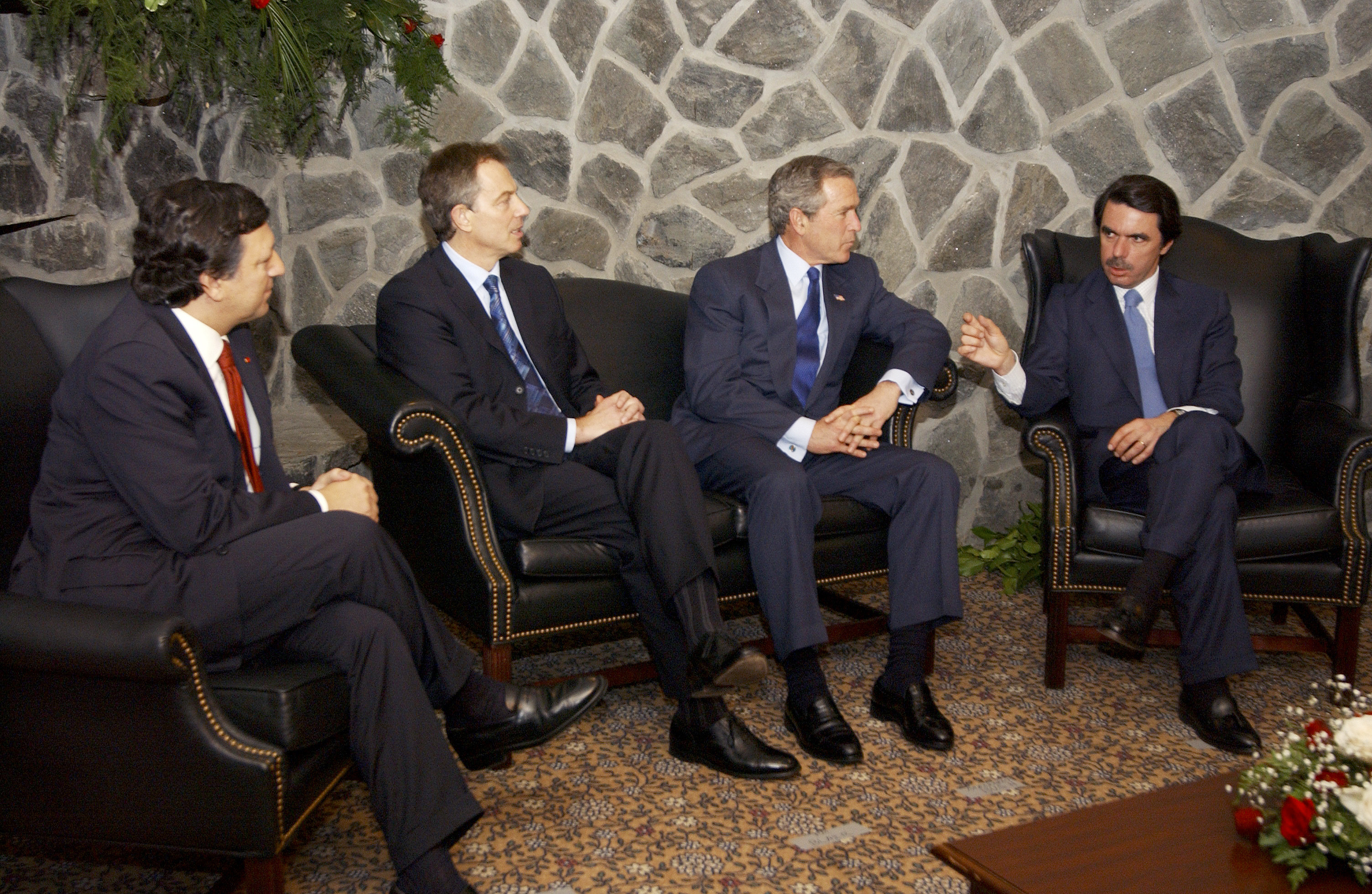
خوسيه مانويل دوراو باروسو، توني بلير، جورج دبليو بوش، وخوسيه ماريا أزنار في قمة جزر الأزور.

كانت قمة الأزور اجتماعًا عُقد بتاريخ 16 مارس 2003 في قاعدة لايجيس الجوية في جزيرة تيرسيرا في أرخبيل الأزور، البرتغال، بين رؤساء حكومات الولايات المتحدة (جورج بوش الابن)، المملكة المتحدة (توني بلير)، إسبانيا (خوسيه ماريا أثنار)، والبرتغال (خوسيه مانويل دوراو باروسو، الذي كان أيضًا المضيف).
في قمة الأزور، تم اتخاذ القرار بإصدار إنذار مدته 24 ساعة للنظام العراقي برئاسة صدام حسين للتخلص من "السلاح" تحت "تهديد إعلان الحرب".
في إسبانيا، تعرضت قمة الأزور لانتقادات واسعة، وحسب بعض الخبراء، كانت نقطة تحول تشير إلى بداية سقوط حزب الشعب، الذي زاد من حدته تفجيرات قطارات مدريد عام 2004.
أدى الإنذار أخيرًا إلى غزو العراق عام 2003 من قِبل تحالف دولي من البلدان، دون دعم صريح من الأمم المتحدة، على الرغم من أنهم اعتمدوا على قرارات مجلس الأمن التابع للأمم المتحدة 1441 و1483 و1511.

## بيانات قمة الأزور المتعلقة بالعراق
أسفرت قمة الأزور عن بيانين: "رؤية للعراق والشعب العراقي" و"التزام بالتضامن عبر الأطلسي".  

### رؤية للعراق والشعب العراقي
يجادل هذا البيان بضرورة تحرير الشعب العراقي من نظام صدام حسين.

### التزام بالتضامن عبر الأطلسي
بعيدًا عن الإنذار، اعتمدت قمة الأزور بيانًا حول التضامن عبر الأطلسي حيث كان من المقصود أن يحدد الموقعون وجهات نظرهم الخاصة بشأن القيم المشتركة على جانبي الأطلسي المتعلقة بالديمقراطية والحرية وسيادة القانون، وأنهم سيتعاونون معًا لمواجهة تهديدين في القرن الحادي والعشرين: الإرهاب وانتشار أسلحة الدمار الشامل.

## العواقب
تعتبر قمة الأزور مقدمة للاحتلال الأمريكي للعراق في عام 2003 واحتلاله اللاحق، وكذلك استمرار حرب العراق حتى 19 أغسطس 2010.

### لم يعثر الاحتلال العسكري على أسلحة دمار شامل
المقال الرئيسي: العراق وأسلحة الدمار الشامل
لم يتم إثبات وجود أسلحة كيميائية (أسلحة دمار شامل) في العراق، وهو الأمر الرئيسي الذي تم تقديمه كمبرر لإعلان الحرب. كما ارتبط غزو العراق أيضًا بحل الصراع العربي الإسرائيلي، واستراتيجية الولايات المتحدة الجيوسياسية الجديدة، والمصالح الاقتصادية الكبيرة في النفط في المنطقة، وأرض اختبار حقيقية لصناعة الجيش الأمريكي، والتي تشكل جزءًا مهمًا من الناتج المحلي الإجمالي.

### سحب القوات ونهاية الحرب
المقال الرئيسي: اتفاق انسحاب القوات الأمريكية من العراق (2007-2011)  
27 فبراير 2009 في يوم الجمعة،، أعلن الرئيس الأمريكي باراك أوباما عن سحب القوات الأمريكية في31 أغسطس 2010 يوم الإثنين، 31 أغسطس 2010، على الرغم من أن 50,000 جندي سيبقون حتى يوم السبت، 31 ديسمبر 2011. ولم يعترف توني بلير حتى عام 2015 أنه كان من الخطأ غزو العراق.